# Championnat de Lettonie de football 2000
Navigation
Saison précédente Saison suivante
La saison 2000 du Championnat de Lettonie de football était la 10e édition de la première division lettone. La Virsliga regroupe les 8 meilleurs clubs lettons au sein d'une poule unique qui s'affrontent 4 fois durant la saison, deux fois à domicile et deux fois à l'extérieur. À l'issue du championnat, le club classé dernier est relégué en deuxième division.
C'est le Skonto Riga, champion de Lettonie depuis 9 saisons, qui remporte une nouvelle fois la compétition en terminant la saison en tête du championnat. C'est le 10e titre -consécutif- de champion de Lettonie de son histoire. Le Skonto réussit le doublé en battant en finale de la Coupe de Lettonie le FK Liepajas Metalurgs.

## Les 8 clubs participants
| - Skonto Riga - FK Riga - Dinaburg FC - FK Liepajas Metalurgs | - LU-Daugava Riga - Promu de D2 - Policijas Riga - FK Valmiera - FK Ventspils |

## Compétition

### Classement
Le barème de points servant à établir le classement se décompose ainsi :
- Victoire : 3 points
- Match nul : 1 point
- Défaite : 0 point

| Rang | Équipe                | Pts | J  | G  | N | P  | Bp | Bc | Diff |
| ---- | --------------------- | --- | -- | -- | - | -- | -- | -- | ---- |
| 1    | Skonto Riga(T) (C)    | 75  | 28 | 24 | 3 | 1  | 86 | 10 | +76  |
| 2    | FK Ventspils          | 65  | 28 | 19 | 8 | 1  | 55 | 20 | +35  |
| 3    | FK Liepājas Metalurgs | 55  | 28 | 16 | 7 | 5  | 51 | 25 | +26  |
| 4    | Dinaburg FC           | 35  | 28 | 10 | 5 | 13 | 32 | 32 | 0    |
| 5    | FK Riga               | 31  | 28 | 9  | 4 | 15 | 35 | 47 | -12  |
| 6    | FK Valmiera           | 24  | 28 | 5  | 9 | 14 | 25 | 48 | -23  |
| 7    | Policijas FK          | 16  | 28 | 4  | 4 | 20 | 13 | 62 | -49  |
| 8    | LU-Daugava Riga (P)   | 12  | 28 | 2  | 6 | 20 | 21 | 74 | -53  |

|  | Qualification pour la Ligue des champions 2001-2002                                |
|  | Qualification pour la Coupe UEFA 2000-2001 et pour la Coupe Intertoto 2001         |
|  | Qualification pour la Coupe UEFA 2001-2002                                         |
|  | Relégation en deuxième division                                                    |
|  | (T) Tenant du titre (C) Vainqueur de la Coupe de Lettonie (P) Promu de 2e division |

## Bilan de la saison
| Championnat de Lettonie de football 2000 |                         |
| Champion                                 | Skonto Riga (10e titre) |
| Coupes et trophées                       |                         |
| Vainqueur de la Coupe de Lettonie 2000   | Skonto Riga             |
| Qualifications continentales             |                         |
| Ligue des champions 2001-2002            | Skonto Riga             |
| Coupe UEFA 2000-2001                     | FK Liepajas Metalurgs   |
| Coupe UEFA 2001-2002                     | FK Ventspils            |
| Coupe Intertoto 2001                     | FK Liepajas Metalurgs   |
| Promotions et relégations                |                         |
| Promus en Virsliga                       | FK Zibens/Zemessardze   |
| Relégués en Latvian First League         | LU-Daugava Riga         |